# Voto útil
Se denomina voto útil o voto estratégico a una modalidad de decidir el voto ciudadano en función del eventual resultado de las elecciones. El «voto útil» concede máxima importancia a ganar la elección concentrando el voto, a la vez que busca evitar la dispersión del voto en múltiples alternativas. Requiere un análisis de las posibilidades de cada candidato y de sus probabilidades reales en una elección, y busca consolidar esas tendencias sumando el voto individual a una corriente colectiva perceptible. Habitualmente el «voto útil» tiende a polarizar una elección.

## Interpretaciones sobre el voto útil
El voto útil tiene defensores y detractores. Quienes defienden el voto útil, suelen destacar el aspecto colectivo del voto y la necesidad de concentrarlo para obtener resultados. En general los candidatos o partidos que aparecen como receptores de la mayor cantidad de adhesiones, suelen invitar a los eventuales votantes de candidatos de tendencias cercanas o a los indecisos a votar por ellos sobre la base de grandes cuestiones o problemas (por ejemplo, expulsar del poder a un gobernante con el que muchos están disconformes, obtener un objetivo político largamente anhelado, etc.). En este sentido muchas veces, aunque no siempre, el voto útil se conforma como un voto negativo, en contra de un adversario común.
En elecciones pluripartidistas muy polarizadas entre dos partidos, también suele solicitarse el voto útil como forma de captar votantes no tradicionales de esos partidos, basándose en el miedo a que gane el otro, favoreciendo de hecho el bipartidismo.
Quienes cuestionan el voto útil destacan que el mismo tiende a favorecer a los partidos que ya son poderosos, impidiendo el crecimiento de nuevas alternativas. Sostienen también que este tipo de voto es de dudosa legitimidad moral, y que el ciudadano debería votar al candidato que más le guste, independientemente de que tenga o no tenga posibilidades de ganar.